# Luperus capensis
Luperus capensis es una especie de insecto coleóptero de la familia Chrysomelidae.
Fue descrita científicamente en 1908 por Julius Weise.